# Splachnobryum assamicum
Splachnobryum assamicum är en bladmossart som beskrevs av Hugh Neville Dixon 1937. Splachnobryum assamicum ingår i släktet Splachnobryum och familjen Splachnobryaceae. Inga underarter finns listade i Catalogue of Life.